# Trůnící Madona mezi sv. Kateřinou a sv. Alžbětou Uherskou
Oltářní deska nazvaná Trůnící Madona mezi sv. Kateřinou a sv. Alžbětou Uherskou (známá jako Tabuľa z Jánoviec), představuje střední část křídlového oltáře z kostela Narodenia Panny Marie v Jánovciach. Autor původního triptychu, Mistr Martin, uvedl své jméno na zadní straně této oltářní desky, která vznikla v roce 1497. Signatura na zadní straně desky zní: Martin(us) 1497 pictor in vigilia nativitat(is). Objednavatel oltářního triptychu z Jánoviec není znám.

## Popis oltářní desky
Deska z Jánoviec zobrazuje Mitrem Martinem několikrát opakovaný námět „Trůnící Madony“ mezi dvěma světicemi. Centrální části oltářního obrazu dominuje Korunovaná Panna Marie s Ježíškem, nad kterou se vznášejí dva andělé, kteří korunují Pannu Marii. Světice vlevo je sv. Kateřina Alexandrijská a vpravo na Martinových obrazech se opakující sv. Alžběta Uherská (též známá jako sv. Alžběta Durynská). Narodila se v Bratislavě (1207) jako dcera uherského krále Ondřeje II., ale ve 14 letech byla provdána za durynského lantkraběte Ludvíka IV. (1221), aby se po jeho smrti stala řeholnicí pečující o chudé a nemocné v Marburgu v Hesensku, kde zemřela ve věku 24 let (1231). Kanonizována byla v roce 1239. Patří mezi nejuctívanější světice v Německu. Její podoba je na desce „typizována“, neboť stejnou tvář propůjčil Mistr Martin již na počátku 90. let 15. století sv. Alžbětě Uherské (Durynské) na střední desce oltáře pocházejícího z kostela sv. Heleny v Arnutovcích a překvapivě podobnou vejcovitou tvář s „oteklými“ očními víčky a s malou bradou propůjčil i sv. Kateřině Alexandrijské na stejnojmenné oltářní desce kostela sv. Gála v Tuřanech, kterou Mistr Martin namaloval na samém konci 15. století. Mistr však na oltářní desce z Jánoviec propůjčil poněkud pozměněnou tvář sv. Kateřině Alexandrijské, jejímž symbolem je zlomené kolo. Na desce však v jejích rukách dominuje meč, kterým byla sťata.

## Osudy oltářní desky
Střední deska oltářního triptychu z kostela Narodenia Panny Marie v Jánovciach byla koncem 17. století nahrazena novým oltářem. Dále však sloužila jako boční oltář v tomtéž kostele. V roce 1934 byla zakoupena Slovenským vlastivědným muzeem v Bratislavě. Do sbírek Slovenské národní galerie byla převedena roku 1957 převzetím od malíře Petra Kerna z Liptovského Mikuláše.

## Umělecko-historický význam oltářní desky
V oblasti Spišské Kapituly se v 80. letech 15. století objevila postava malíře, autora oltáře ve Spišském Podhradí, která vycházela z pevné modelace postav a ze snahy po jejich charakterizace až po jejich cílevědomou individualizaci. Místem jeho dílny byla Spišská Kapitula, odkud se jeho vliv šířil především díky jeho žákům. Mezi ně patřil i Mistr Martin, který se vyučil v dílně Mistra Jan v 70. letech 15. století. V 80. letech již začal pracovat samostatně, ale ani potom z jeho deskových obrazů nevymizely podobnosti v typizaci ženské tváře, malbě vlasů a v ikonografickém obsahu maleb odpovídající tvorbě jeho učitele. Také drapérie na postavách je ostře lomená, v klesajících lemech charakteristických tvarů s ostrými hranami. Na podkladě tvůrčích charakteristik byla Mistru Martinovi a jeho dílně přisouzena řada prací. Vedle Desky z Jánoviec je to především Triptych Panny Marie v Arnutovciach nebo Deska oltáře sv. Kateřiny v kostele sv. Gála v Tuřanech. Možnými donátory těchto oltářů a oltářních desek byla pravděpodobně rodina Zápolských. Na konci 15. století se však těžiště pozdě pozdně gotického malířství přesouvá ze Spišské Kapituly do Levoče, aby zde vyvrcholila v dílech Mistra Pavla z Levoče.

## Vystavení oltářní desky
Oltářní deska z Jánoviec byla veřejnosti představena na velké výstavě v Praze v roce 1938, a to rok po restaurování v dílně Bohuslava Slánského. Po jejím převzetí od Petra Kerna z Liptovského Mikuláše byla v říjnu 1975 vystavena v prostorách Zvolenského zámku v rámci výstavy „Gotické umění Slovenska“, kterou uspořádala Slovenská národní galerie, v jejíž expozici „Gotika“ je „Deska z Jánoviec“ vystavena i v současnosti.